# Spider Lake
Spider Lake – miasto w Stanach Zjednoczonych, w stanie Wisconsin, w hrabstwie Sawyer.